# Тодор Цанев
Тодор Манолов Цанев е български политик, бивш кмет на Русе.

## Биографични данни
Роден е на 11 декември 1931 г. в село Червена вода, Русенско. Произхожда от известна фамилия с участници в националноосвободителното движение. Завършва Русенската мъжка гимназия.
Тодор Цанев става главният лидер на горянската организация в с. Червена вода. Той е авторът на клетвата на горяните в Русенско. Заради опозиционна дейност срещу комунистическото управление и участие в Горянското движение е осъден на 20 години затвор (излежал е 11 години – до 1962 г.). Въпреки тежките условия в лагера Белене Т. Цанев пише стихове. След освобождаването си работи в Корабостроителния завод „Иван Димитров“. По-късно се дипломира като машинен инженер и работи в Научноизследователския строителен институт (НИСИ) като технолог и главен проектант. След промените на 10 ноември 1989 г. Т. Цанев е един от инициаторите за създаване на СДС-Русе и пръв негов председател.
Новият председател на ГНС управлява в смутно време на разгорещени политически страсти. С негово участие се решават най-острите сблъсъци, характерни за началото на прехода – окупациите на обществени сгради и Дунав мост, стачки, нарушаване на обществения ред и т.н. Продължават проблемите с хлорното обгазяване на града от съседния румънски град Гюргево. Насочва се и вниманието към преразпределение на общинската собственост. Осигуряват се клубни помещения за всички партии, извършва се и „голямата въртележка“: съдът се връща в Съдебната палата, БСП се връща в старата си сграда, която след това е предоставена на Музикалната гимназия, а общината се нанася в новата сграда на партийния дом. Читалище „Зора“ е настанено в бившия Дом на българо-съветската дружба.
Ново строителство почти няма, само се довършват централния площад и някои жилищни блокове.
След напускане на общината продължава активната си обществена дейност.
Починал на 21 май 2023 г. в Русе на 91 години.